# Tyskland i Eurovision Song Contest 2010
Tyskland blev vinder af Eurovision Song Contest 2010 ved finalen som blev afholdt den 29. maj 2010 i Oslo, Norge. Tyskland fandt ved showet Unser Star für Oslo 2010, deres repræsentant til Eurovision Song Contest 2010. Showet blev arrangeret i fællesskab af de offentlige tv-selskaber ARD og NDR samt den private tv-kanal ProSieben, og tyskeren Stefan Raab.
Det blev Lena Meyer-Landrut der løb med sejren ved Unser Star für Oslo 2010, efter hun vandt over Jennifer Braun. Det var derfor Meyer-Landrut der skulle repræsentere Tyskland med sangen "Satellite". Sangen endte i Eurovision-finalen på en 1. plads med 246 pont. Dermed skal Tyskland været vært for næste års Eurovision Song Contest

## Unser Star für Oslo 2010

### Resultater
Tekst mangler, hjælp os med at skrive teksten

### 1. runde (2. februar 2010)
| Nr | Artist                | Sang (original artist)      | Resultat |
| -- | --------------------- | --------------------------- | -------- |
| 1  | Benjamin Peters       | "Bodies" (Robbie Williams)  | Udstemt  |
| 2  | Kerstin Freking       | "My Immortal" (Evanescence) | Sikret   |
| 3  | Johannes Böhm         | "Crazy" (Seal)              | Udstemt  |
| 4  | Daliah Sharaf         | "At Last" (Etta James)      | Udstemt  |
| 5  | Cyril Krueger         | "Hotel California" (Eagles) | Sikret   |
| 6  | Michael Kraus         | "Loving You" (Paolo Nutini) | Udstemt  |
| 7  | Meri Voskanian        | "Release Me" (Agnes)        | Sikret   |
| 8  | Katrin Walter         | "Nobody Knows" (Pink)       | Sikret   |
| 9  | Sebastian Schwarzbach | "Home" (Michael Bublé)      | Udstemt  |
| 10 | Lena Meyer-Landrut    | "My Same" (Adele)           | Sikret   |

### 2. runde (9. februar 2010)
| Nr | Artist               | Sang (original artist)               | Resultat |
| -- | -------------------- | ------------------------------------ | -------- |
| 1  | Jennifer Braun       | "I'm Outta Love" (Anastacia)         | Sikret   |
| 2  | Benjamin Hartmann    | "Better Together" (Jack Johnson)     | Udstemt  |
| 3  | Maria-Lisa Straßburg | "Saving My Face" (KT Tunstall)       | Sikret   |
| 4  | Behnam Seifi         | "Save Room" (John Legend)            | Udstemt  |
| 5  | Sharyhan Osman       | "I Have Nothing" (Whitney Houston)   | Sikret   |
| 6  | Alex Senzig          | "Wherever You Will Go" (The Calling) | Udstemt  |
| 7  | Jana Wall            | "Who Knew" (Pink)                    | Udstemt  |
| 8  | Franziska Weber      | "Love Foolosophy" (Jamiroquai)       | Udstemt  |
| 9  | Leon Taylor          | "Der Weg" (Herbert Grönemeyer)       | Sikret   |
| 10 | Christian Durstewitz | "Faith" (George Michael)             | Sikret   |

### 3. runde (16. februar 2010)
| Nr | Artist               | Sang (original artist)                  | Resultat |
| -- | -------------------- | --------------------------------------- | -------- |
| 1  | Meri Voskanian       | "If I Ain't Got You" (Alicia Keys)      | Udstemt  |
| 2  | Jennifer Braun       | "Like the Way I Do" (Melissa Etheridge) | Sikret   |
| 3  | Maria-Lisa Straßburg | "Helena" (My Chemical Romance)          | Udstemt  |
| 4  | Leon Taylor          | "Irgendwas bleibt" (Silbermond)         | Sikret   |
| 5  | Katrin Walter        | "Warwick Avenue" (Duffy)                | Sikret   |
| 6  | Kerstin Freking      | "Not Ready to Make Nice" (Dixie Chicks) | Sikret   |
| 7  | Christian Durstewitz | "Change" (Daniel Merriweather)          | Sikret   |
| 8  | Sharyhan Osman       | "Feel The Nile" (egen)                  | Sikret   |
| 9  | Lena Meyer-Landrut   | "Diamond Dave" (The Bird and the Bee)   | Sikret   |
| 10 | Cyril Krueger        | "Hot Fudge" (Robbie Williams)           | Sikret   |

### 4. runde (23. februar 2010)
| Nr | Artist               | Sang (original artist)                             | Resultat |
| -- | -------------------- | -------------------------------------------------- | -------- |
| 1  | Katrin Walter        | "Love Song" (Sara Bareilles)                       | Udstemt  |
| 2  | Sharyhan Osman       | "Is You Is or Is You Ain't My Baby" (Louis Jordan) | Sikret   |
| 3  | Cyril Krueger        | "Beautiful Day" (U2)                               | Udstemt  |
| 4  | Jennifer Braun       | "I'm With You" (Avril Lavigne)                     | Sikret   |
| 5  | Christian Durstewitz | "Another Night" (egen)                             | Sikret   |
| 6  | Lena Meyer-Landrut   | "Foundations" (Kate Nash)                          | Sikret   |
| 7  | Kerstin Freking      | "Thank U" (Alanis Morissette)                      | Sikret   |
| 8  | Leon Taylor          | "Are You Gonna Go My Way" (Lenny Kravitz)          | Sikret   |

### 5. runde (2. marts 2010)
| Nr | Artist               | Sang (original artist)              | Resultat |
| -- | -------------------- | ----------------------------------- | -------- |
| 1  | Kerstin Freking      | "Better" (Regina Spektor)           | Sikret   |
| 2  | Lena Meyer-Landrut   | "New Shoes" (Paolo Nutini)          | Sikret   |
| 3  | Jennifer Braun       | "Ain't Nobody" (Rufus & Chaka Khan) | Sikret   |
| 4  | Leon Taylor          | "Tears in Heaven" (Eric Clapton)    | Udstemt  |
| 5  | Sharyhan Osman       | "In the City" (egen)                | Sikret   |
| 6  | Christian Durstewitz | "Dance with Somebody" (Mando Diao)  | Sikret   |

### Kvartfinalen (5. marts 2010)
| Nr | Artist               | Første sang (original artist)                    | Nr | Anden sang (original artist)                  | Resultat |
| -- | -------------------- | ------------------------------------------------ | -- | --------------------------------------------- | -------- |
| 1  | Sharyhan Osman       | "You've Got the Love" (Florence and the Machine) | 6  | "Never Felt The Way That I Feel Today" (egen) | Udstemt  |
| 2  | Jennifer Braun       | "Soulmate" (Natasha Bedingfield)                 | 7  | "Nobody's Wife" (Anouk)                       | Sikret   |
| 3  | Kerstin Freking      | "If A Song Could Get Me You" (Marit Larsen)      | 8  | "Somedays" (Regina Spektor)                   | Sikret   |
| 4  | Christian Durstewitz | "Ochrasy" (Mando Diao)                           | 9  | "Stalker" (egen)                              | Sikret   |
| 5  | Lena Meyer-Landrut   | "Mouthwash" (Kate Nash)                          | 10 | "Neopolitan Dreams" (Lisa Mitchell)           | Sikret   |

### Semifinalen (9. marts 2010)
| Nr | Artist               | Første sang (original artist)     | Resultat | Nr | Anden sang (original artist)      | Resultat |
| -- | -------------------- | --------------------------------- | -------- | -- | --------------------------------- | -------- |
| 1  | Christian Durstewitz | "I'm Yours" (Jason Mraz)          | Udstemt  | 5  | "In Your Hands" (Charlie Winston) | Udstemt  |
| 2  | Kerstin Freking      | "Hands Clean" (Alanis Morissette) | Udstemt  | —  | Gik ikke videre                   | —        |
| 3  | Lena Meyer-Landrut   | "Mr. Curiosity" (Jason Mraz)      | Sikret   | 6  | "The Lovecats" (The Cure)         | Sikret   |
| 4  | Jennifer Braun       | "Heavy Cross" (The Gossip)        | Sikret   | 7  | "Hurt" (Christina Aguilera)       | Sikret   |

### Finalen (12. marts 2010)
| Nr | Artist             | Sang             | Sangskriver(ere)                                   | Resultat   |
| -- | ------------------ | ---------------- | -------------------------------------------------- | ---------- |
| 1  | Jennifer Braun     | "Bee"            | Rosi Golan, Per Kristian Ottestad, Mayaeni Strauss | Udstemt    |
| 2  | Lena Meyer-Landrut | "Bee"            | Rosi Golan, Per Kristian Ottestad, Mayaeni Strauss | Ude        |
| 3  | Jennifer Braun     | "Satellite"      | Julie Frost, John Gordon                           | Ude        |
| 4  | Lena Meyer-Landrut | "Satellite"      | Julie Frost, John Gordon                           | Gik videre |
| 5  | Jennifer Braun     | "I Care for You" | Martin Fliegenschmidt, Claudio Pagonis, Max Mutzke | Gik videre |
| 6  | Lena Meyer-Landrut | "Love Me"        | Stefan Raab, Lena Meyer-Landrut                    | Ude        |

| Nr | Artist             | Sang             | Sangskriver(ere)                                   | Resultat  |
| -- | ------------------ | ---------------- | -------------------------------------------------- | --------- |
| 1  | Lena Meyer-Landrut | "Satellite"      | Julie Frost, John Gordan                           | Vinder    |
| 2  | Jennifer Braun     | "I Care for You" | Martin Fliegenschmidt, Claudio Pagonis, Max Mutzke | Runner-up |